# Mankurt
Mankurt ist ein Film des turkmenischen Regisseurs Hojaguly Narlyýew, der 1990 in der damaligen Sowjetunion seine Premiere feierte. In Turkmenistan wurde der Film erst im Jahr 2007 gezeigt. Er basiert auf einem Kapitel des 1980 veröffentlichten Romanes Ein Tag länger als ein Leben (Russisch: И дольше века длится день) des kirgisischen Autors Tschingis Aitmatow.

## Handlung
In der turkmenischen Steppe findet ein Kampf statt: Ein Ort wird von einer Gruppe Reitern überfallen, dessen Einwohner vor den Kämpfern flüchten. Nach dem Kampf werden in der offenen Landschaft die erbeuteten Sklaven zugerichtet. Die gefangenen Männer werden in Junge und Alte eingeteilt. Den alten Männern werden die Augen ausgestochen, die jungen an Holzbalken gefesselt, bevor ihnen das Haupthaar abrasiert wird. Ein Kamel wird geschlachtet. Die Sieger versehen die Besiegten mit 'ewigen Kappen', indem auf die kahlen Köpfe jeweils ein Stück frische Tierhaut gebunden wird, das sich in die Häupter der Männer einbrennt, während diese für mehrere Tage gefesselt am Wüstenboden liegen. Dieser Vorgang wird den Kindern des erobernden Volkes wie ein Lehrwerk vorgeführt. Im Folgenden verlagert sich die Haupthandlung auf einen der Gefangenen. Der junge Yelaman wird während des entmenschlichenden Mankurt-Werdens aus der Nähe betrachtet. In Flashbacks wird sein Vorleben mit Hilfe seiner Erinnerungen reproduziert.
Ein zweiter Handlungsstrang zeigt die verzweifelte Familie, deren Vater Dömnɘz und Sohn Yelaman nicht aus dem Kampf zurückkehrten. Als die Mutter Ayım und Yelamans Frau vermuten, er würde allein nicht wieder heimkehren, beschließt die Mutter, sich auf die Suche nach dem Sohn zu machen. Zeitgleich steht der gefesselte Yelaman kurz vor dem Identitätsverlust, der mit dem Verschwimmen und schlussendlich dem Erlöschen der Erinnerungen einhergeht.
Während sich Ayım, auf ihrem weißen Kamel reitend, auf die Reise begibt, wird ihr entseelter Sohn zum Mankurt. Als willenloser Posten fungiert er fortan als Hüter einer Ziegenherde. An den Ort, wo Yelaman, größtenteils allein, die Tiere hütet, gelangt kurze Zeit später auch die Mutter. All ihre Versuche, die Erinnerungen ihres Sohnes wieder hervorzurufen, scheitern. Als sie einige Tage später einen letzten Versuch unternimmt, Yelaman zum Heimkehren zu bewegen, verschafft ihr der Junge Tannir durch seinen Suizid Zeit. Der Junge gehört dem gegnerischen Volk an und tritt bereits vorher durch sein emotionales, von der Gesamtheit abweichendes Verhalten hervor. Die Zeit, die durch Tannirs Selbstmord gewonnen wird, wirkt sich jedoch nicht positiv auf die Rückgewinnung Yelamans aus. Die wiederholten Versuche der Mutter, auf ihn einzuwirken, führen am Ende dazu, dass er sich bedroht fühlt und seine Mutter erschießt.

## Produktionsgeschichte
Der 81-minütige Film wurde im Jahr 1990 in der Sowjetunion in dem größten turkmenischen Filmstudio „Turkmenfilm studios“ produziert. Das Filmteam bestand hauptsächlich aus türkischen und libyschen Schauspielern. Dreh- und Handlungsort war die turkmenische Wüste. Tschingis Aitmatow befürwortete die filmische Teilinszenierung seines Romans ausdrücklich und unterstützte Narlyýew bei der Umsetzung.
Die Ausstrahlung in Turkmenistan wurde durch den ersten Präsidenten Turkmenistans, Saparmyrat Nyýazow, reguliert. Er gab folgende Gründe für das Ausstrahlungsverbot an: „I simply wanted the younger generation to know the true story of their people and not to become mankurts.“ Erst nach seinem Tod kam es im September 2007 zur Premiere auf den Filmfestspielen in Baku.

### Hojaguly Narlyýew
Hojaguly Narlyýew graduierte 1960 am Gerassimow-Institut für Kinematographie in Moskau mit Auszeichnungen sowohl für seine Arbeit als Kameramann als auch für die als Regisseur. Nach seiner Ausbildung verschlug es ihn wieder in sein Heimatland, wo er bei Turkmenfilm zunächst als Kameramann anfing. Sein erster Film, der national und sowjetweit Beachtung fand, war Newestka (turkmenisch: Gelin, deutsch: Schwiegertochter). Dies markiert auch den Beginn der Zusammenarbeit mit Maja-Gosel Aimedowa, die für viele Jahre seine Muse blieb und in vielen seiner Filme das Leid und die Hoffnung turkmenischer Frauen verkörperte. Im Film Mankurt spielt sie die Mutter des entseelten Yelamans. Narlyýew ist bekannt für ernsthafte Themen und einen prägnanten moralischen Anspruch, den er an seine Arbeit und die Zuschauer stellt. Das gewählte Setting ist zumeist die Wüste und ihre Bewohner, einfache Nomaden, die sich ihrer Herkunft und Traditionen bewusst sind und nach ihnen leben. Sein Hauptaugenmerk liegt auf den Wurzeln seines Volkes und wie diese unter allen Umständen bewahrt werden müssen. Oftmals sind die wichtigsten Figuren Frauen – junge Mädchen oder bereits Mütter, deren Aufgabe der Erhalt der Traditionen und Ideale ist.

## Darstellerische Mittel
Narlyýew setzt in seinem Film detailreiche Bilder ein, die dem Rezipienten ein Mitfühlen ermöglichen. Ebenso arbeitet er stark mit Ambivalenzen wie Jung/Alt oder Gut/Böse. Besonders intensiv verarbeitete Motive sind die der Mutterliebe, des Identitätsverlustes und der Wüstenlandschaft mit ihren Bewohnern. Auf Handlungsebene bedient sich der Regisseur in Mankurt ebenso an Zwischenfiguren, die der Romanvorlage nachträglich hinzugefügt wurden. Die filmtechnische Umsetzung zeichnet sich durch eine geschickt wechselnde Kameraführung aus, durch welche verschiedene Perspektiven der Beteiligten wahrgenommen werden können. Bei der Umsetzung schreckt er auch nicht von unzensierten Gewaltaufnahmen zurück, die den schonungslosen Umgang mit den Gefangenen, das Ausbluten der Kamele und Tannirs Suizid zeigen. Mit seiner Verarbeitung der verschiedenen Identitätskrisen macht er auf die derzeitige Problematik der spätsowjetischen Kulturpolitik aufmerksam.

### Zwischenfiguren
Neben der Ehefrau von Yelaman, die fiebernd im Bett liegt, fügt er Tannir als aktiv handelnde Zwischenfigur hinzu. Dieser ist ein kleiner Junge, der dem Eroberervolk angehört. Er unterscheidet sich im Denken und Handeln von seinen Mitmenschen. Seine Handlungen sind von Mitgefühl geprägt, das auch durch emotionale Entladungen, wie dem Weinen, zum Ausdruck kommt. Bereits in der Anfangsszene wird seine Empathiefähigkeit und die damit einhergehende Reaktion des Vaters, in Form von Unverständnis, verdeutlicht. Anders als die anderen Kinder, die zu Kriegern erzogen werden, hält er den Bildern, die die vorgeführte bestialische Prozedur mit sich bringt, nicht stand und rettet sich weinend zu seiner Mutter. Auch als Wachposten neben den gefesselten und ausgesetzten Männern steht er Yelaman bei, indem er dessen Wunsch nach Wasser nachgibt. Dem Suizid zum Ende geht ebenso eine emotionale Szene voraus, in der Tannir unter Tränen die kläglichen Versuche der Mutter beobachtet, die Erinnerungen ihres Jungen wieder hervorzurufen.
Ein mögliches Verständnis für die Funktion dieser Figur lässt sich über den politischen Kontext erschließen, in dem der Film erschien. Die Umbruchphase der Perestroika wird auch als „Phase des Umbaus“ bezeichnet. Die Veränderungen auf allen Ebenen des sozialen Lebens gehen mit einer Ungewissheit einher, die ambivalente Gefühle hervorruft. Eine besondere Rolle spielen hier die Vertreter der jungen Generation, die durch eine ambivalente Denkweise ausgezeichnet sind. Zum einen blicken sie mit Hoffnung in die Zukunft, zum anderen halten sie an dem fest, was ihnen anerzogen wurde. Tannir könnte diese Generation versinnbildlichen. Einerseits bildet er durch seine Empathiefähigkeit eine Gegenposition zum restlichen Volk, andererseits befolgt er trotz seelischem Schmerz alle Anweisungen seines Vaters. Den Suizid könnte man sozialkritisch als letzten Ausweg aus einer Gesellschaft sehen.

### Filmtechnische Gestaltung und Motivik
Mit gezielter Kameraführung bietet sich dem Zuschauer die Möglichkeit, den Film auf verschiedenen Metaebenen zu verstehen. Beispielhaft ist der Wechsel von Innen- und Außenperspektive Yelamans. Diese wird nicht nur funktionalisiert, um den Vorgang des Gedächtnisverlustes zu explizieren, sondern vermittelt dem Zuschauer zusätzlich ein bestimmtes Bild der nomadischen Bevölkerung Turkmenistans.
Darstellungen von Ambivalenzen lassen sich auch in der vermittelten Mutterliebe erkennen. Sie wird nicht nur genutzt, um die Handlung voranzutreiben, sondern auch um eine emotionale Verbundenheit darzustellen. Das Motiv der Mutterliebe zeigt sich in Yelamans Mutter ebenso, wie in der Beziehung von Tannir und seiner Mutter. Diese bietet ihrem Sohn Obhut und Schutz, als er den Forderungen seines Vaters, die darauf abzielen, einen Kämpfer zu schaffen, nicht standhält und emotional zusammenbricht. Diese Verbundenheit kann im Entstehungskontext der späten Sowjetunion auf die Verbundenheit des Volkes verglichen werden. In der Perestroika wird diese hinterfragt bzw. gerät ins Wanken.
Neben dem figurengebundenen Perspektiven- und Motivwechsel arbeitet Narlyýew auch mit der Distanz vom Zusehenden auf das Geschehen. Nachdem der Zuschauer die Anfangsszene aus der Froschperspektive und sicherer Entfernung beobachtet, wird ihm der Prozess des Mankurt-Werdens aus der Nähe, als wäre er selbst teilnehmender Beobachter, vorgeführt. Mittels dieser Wechsel von Distanz und Distanzlosigkeit wird die Wahrnehmung des Rezipienten gezielt gelenkt.
Der Verlust der Wurzeln und damit der Verlust der eigenen Identität wird in Mankurt als das schlimmste Schicksal, das einen ereilen kann, dargestellt. Obwohl Ayım und Dömnɘz am Ende beide ihren Tod gefunden haben, ist ihr Schicksal bei weitem nicht so grausam wie das ihres Sohnes. Dass der jüngeren Generation dieses Los zuteilwird, ist kein Zufall: Narlyýew stand der aufgezwungenen Kulturrevolution zunächst durch die Sowjetunion, dann durch den neuen Präsidenten Saparmyrat Nyýazow überaus kritisch gegenüber. Er wollte mit seinem Film verdeutlichen, dass die Kultur und die Traditionen eines Volkes nicht etwa von außen oder von oben, sondern nur aus sich selbst erhalten und entstehen konnten. Dies war nicht nur eine Kritik am ersten turkmenischen Präsidenten und den starken Personenkult, den er nach Amtsantritt um sich etablierte – was auch der Grund war, dass Mankurt lange Zeit auf seine offizielle Premiere in Turkmenistan warten musste. Es war vor allem eine Kritik an der Kulturpolitik der Sowjetunion, der Turkmenistan von 1925 bis zu ihrem Zerfall 1991 angehörte. Der Figur des Mankurts wird ihre Identität entzogen und ist sich dieser Entwurzelung im Nachhinein gar nicht mehr bewusst – ein Schicksal, das die vielen Völker der ehemals sowjetischen Länder geteilt haben. Nicht nur, dass ganze Volksgruppen in vermeintlich „passendere“ Gegenden umgesiedelt wurden, es wurden auch nationale Identitäten, die sich meist nach der größten Bevölkerungsgruppe richteten und trotzdem im größeren sowjetischen Rahmen aufgehen mussten, erfunden. Auch Turkmenistan wurde dahingehend „revolutioniert“. Ein Beispiel hierfür war die sogenannte Befreiung der muslimischen Frau vom Kopftuch, das als Triumph der sowjetischen Herrschaft galt, ungeachtet der langen Tradition dieses religiösen Brauchs. Die Ruinen am Anfang und am Ende des Films, die den Hintergrund für das finale Aufeinandertreffen der Figuren bilden, sind ein Mahnmal für die Vergänglichkeit der Eroberer und gleichzeitig eine Erinnerung, dass man nur überleben kann, wenn man sich trotz Eroberung die Traditionen und Erinnerungen des eigenen Volkes bewahrt.
Die Wüste und die Lebewesen in ihr sind ebenfalls von großer Bedeutung für Narlyýew. In Szenen, in denen der Zuschauer das Leben von Yelamans Stamm näher kennenlernt, wird die Wüste als lebendig, sogar fast grün dargestellt. Die junge Familie spielt sogar in einem Strom, das lebensspendende Nass steht hier für eine verheißungsvolle Zukunft – dass dies ein leeres Versprechen wird, ahnt einzig Ayım und versucht, das Schicksal ihres Sohnes abzuwenden, indem sie ihn aus dem unaufhaltsam strömenden Wasser rettet. Die Geier, die um die Gefangenen kreisen, stehen für die Grausamkeit der Wüste und gleichzeitig für die Endlosigkeit eines natürlichen Kreislaufes. Auf der anderen Seite steht die Grausamkeit der Menschen. Anstatt eines Kreises ist diese eine Spirale, die unweigerlich in der Auslöschung der menschlichen Rasse resultiert. Yelamans vegetativer Status und Tannirs Tod zeigen das Ende ihrer Stämme an, denn aus ihren Schicksalen erwächst nur neues Leid, kein neues Leben.

## Weiterführende Literatur
- Fırat Caner: An Allegory of Unthinking Slave. In: Nalans. Band 5, Nr. 9, 2017, S. 57–64.
- Viatcheslav Morozov: Russia’s Postcolonial Identity. Palgrave Macmillan UK, 2015.
- Karl Reichl: Oral Epics into the Twenty-First Century: The Case of the Kyrgyz Epic. Manas. In: Journal of American Folklore. Band 129, Nr. 513, 2016, S. 327–344.